# HD21223
HD21223 — хімічно пекулярна зоря спектрального класу A5, що має видиму зоряну величину в смузі V приблизно  7,0.
Вона  розташована на відстані близько 263,5 світлових років від Сонця.